# Múlt és jelen: Vizeink az ember kezében
A Múlt és jelen: Vizeink az ember kezében (alternatív cím: Vad víz: Múlt és jelen) Fehér Zoltán 2022-ben bemutatott díjnyertes természetfilmje, a Vad víz: Aqua Hungarica folytatása. A film fő tematikája Magyarország mesterséges vizei, halastavai, víztározói és bányatavai, továbbá az egykor kiterjedt ártéri területek és azok élővilága. A film narrátora Fekete Ernő. Forgalmazza a Pannonia Entertainment. Országos mozibemutatója 2022. október 13-án volt.

## Cselekmény
A legtöbb magyar természetfilmmel ellentétben a történetnek nincs központi főszereplője vagy helyszíne. A mesterséges tavakra jellemző fajok, különösen madarak és halak kapnak hangsúlyosabb szerepet. Kiemelendő a daru és a rétisas szerepe a filmben, melyek ugyan a Hortobágyi-halastavakhoz is köthetők, szerepük itt mégis inkább az egykori alföldi árterekkel hozható összefüggésbe. A rendező korábbi filmjéhez hasonlóan kiemelt bemutatásra kerül az invazív fajok problémája, például a tisza-tavi busa és a bányatavakban fel-feltűnő édesvízi medúza.
|  | Alább a cselekmény részletei következnek! |

„Szerte Magyarországon az emberi tevékenység átalakította vadvizeink ritmusát. Az élővilágnak alkalmazkodnia kellett ehhez a folyton változó világhoz. Életközösségek jöttek létre és vesztek el. Egyes helyeken ritka fajok találtak otthonra, másutt távoli vidékek vándorai vették át az uralmat, és vannak olyanok is, melyek új életet adtak a haldokló környezetüknek. Ezt a történetet már nem a természet, hanem az ember írja. Míg mesterséges tavaink gazdag ökoszisztémáknak adnak otthont, addig egykori ártereink csak időszakosan emlékeztetnek múltjukra. Ez vadvizeink történetének legújabb fejezete.”

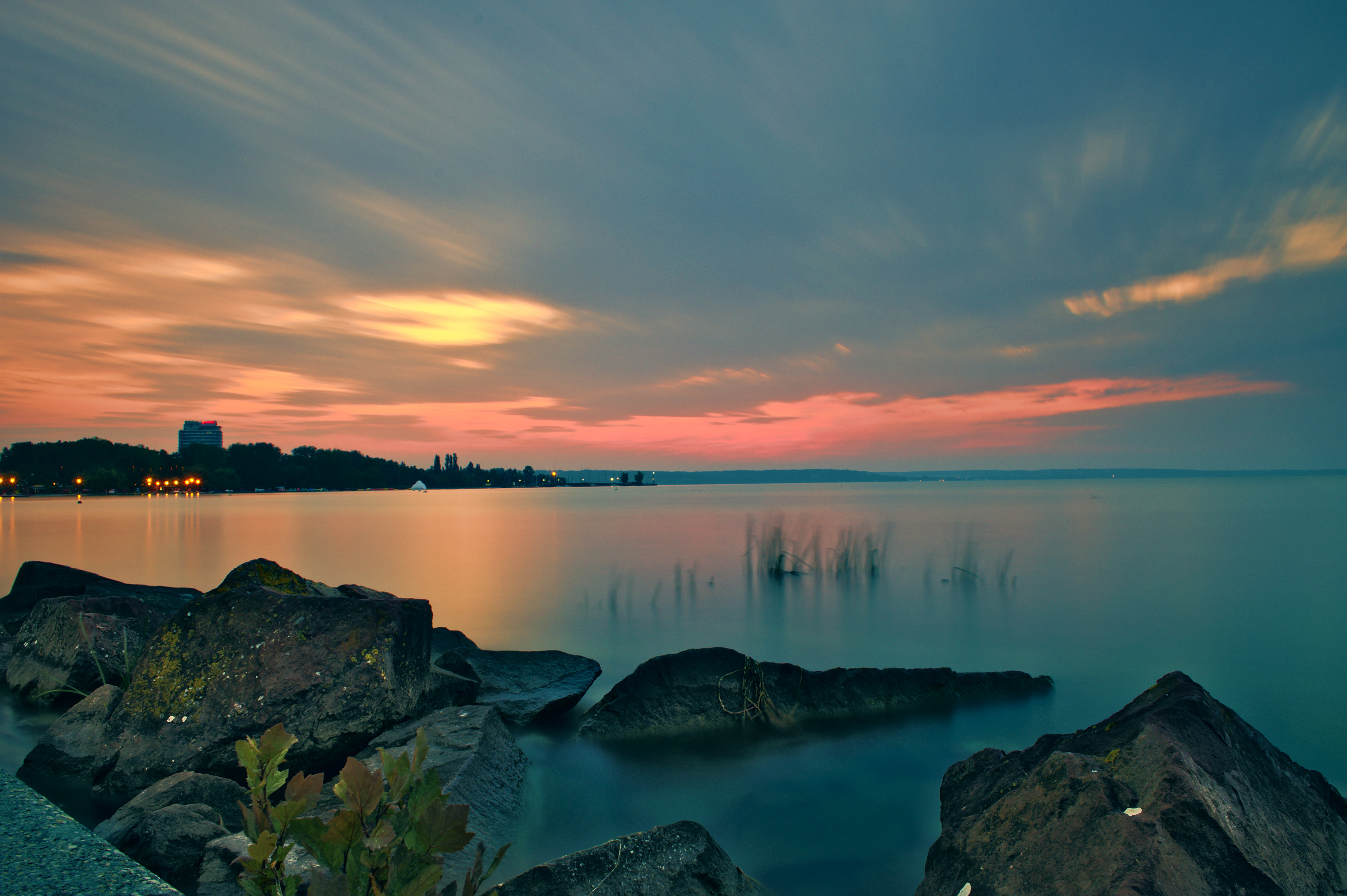
A Balaton, mint természetes, ám a beépítésével mesterségesként viselkedő tavunk – így hivatkozik rá a film

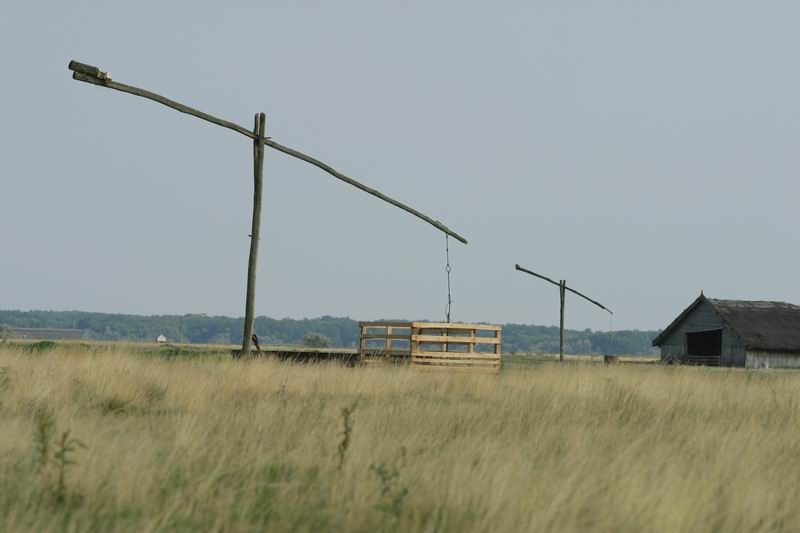
Az alföldi puszta egykor a Tisza és a Duna árterét alkotta

A film a Megyer-hegyi Tengerszemmel nyit, mely a természetjárók kedvelt kirándulóhelye, lévén eldugott és vadregényes, pedig valójában egy rég felhagyott malombánya, melyben összegyűlt az esővíz. A rövid bevezető képsorok alatt kiderül, hogy ezek a mesterséges vizes élőhelyek mennyire gazdagok is lehetnek és sok helyen felváltották a valódi vadvizek szerepét.
A főcímet követően a Balaton, mint kihasznált tó kerül bemutatásra. A 20. században még gyakori garda már alig fogható, de a halászat törvényi tilalma óta más halfajok, például a fogassüllő populációja növekedésben van. A film a Balatonra, mint betonkalitkába zárt természetes tóra hivatkozik, ezzel kihangsúlyozva a partvonal beépítésének természetre gyakorolt hatását. Ezután Bokod településére látogatunk, ahol a közeli hőerőmű hűtőtava helyi látványosság lett a vízre épített horgászkunyhók miatt. A horgászat vonatkozásában kerül bemutatásra a Deseda is, mely a Dunántúl leghosszabb víztározója.
A halgazdálkodás nagy szerepet tölt be a magyar gazdaságban. A film a Biharugrai-halastavakkal szemlélteti, hogy a felszámolt vizes területek helyén létesített mesterséges tavak mennyire vonzóak az élővilág számára. Nem csak az országszerte egyre gyakoribb kárókatonák, hanem a ritka kanalasgémek is többszázas költőtelepeken fészkelnek itt. Ennek a nyüzsgésnek szöges ellentéte a Palatinus-tónak keresztelt bányató, melyet víz alatti sivatagként ábrázol a film. Tiszta vizében invazív fajok, pisztrángsügérek és édesvízi medúzák élnek. Magyarország legmélyebb tava is bányató: a legmélyebb pontján 60 méteres Rudabányai bányató.
A film következő fejezete a víztározókat szemlélteti. A kisebb, lokálisan jelentős Hubertlaki-tó a Bakonyban eltörpül a Kiskörei-víztározó, vagyis a Tisza-tó mellett. Utóbbi nem csak ökológiai és turistaparadicsom, de fontos szerepet lát el a folyószabályozások után kiszáradt földek öntözésében is. A madarak repülve, míg a halak egy számukra kiépített hallépcsőn úsznak fel a tóba. A film itt nyugtalanítólag mutatja be a Tisza-tó halfaunáját: egy halkutatói felmérés során kiderül, hogy a halállomány 90%-át az invazív fehér busa teszi ki.
Két rövid kitérőt tesz a film, hogy szemléletesse a mesterséges vizek két nagyon különböző típusát. Egy budapesti patak útja egy föld alatti csatornába vezet, ahol halak tucatjai találtak otthonra a teljes sötétben. Egy másik csatorna mennyezetén pedig egy vízi denevér kolónia él. Ennek a zord környezetnek képezi az ellentétét egy eurázsiai hód által elárasztott rét az Őrségi Nemzeti Parkban, ahol ritka alpesi tarajosgőték szaporodnak.
Folytatva a mesterséges vizek bemutatását, a Bükk hegyei közé látogatunk el. Itt egy sok helyre betelepített hegyi hal, a sebes pisztráng uralja a tavakká mélyített, kiépített patakmedreket. A hazai pisztrángok főleg tenyésztett és telepített halak, melyeket többek között a Lillafüredi Pisztrángtelepen is szaporítanak. Itt a film bepillantást enged a különböző pisztrángfajok mesterséges tenyésztésébe és nevelésébe.
A film leghosszabb jelenetsora az Alföldön játszódik. Nyár végén elkezdenek megérkezni a Hortobágyi Nemzeti Park területére a darvak. Napközben mesterséges csatornák mellett gyülekeznek kis csapatokban, de az őszi hidegfrontok közeledtével egyre nagyobb csapatokba verődnek. A film végigköveti az őszi daruvonulást egészen az utolsó magyarországi állomásáig, a Kardoskúti Fehér-tóig, ahol több tízezer madár éjszakázik egyszerre. A darvak elvonulásával csendes lesz a puszta, mégis ilyenkor, tél elején emlékeztet legjobban egykori önmagára: a pusztát belvíz árasztja el, ahol sirályok és ludak gyülekeznek nagy számban, hogy átteleljenek. A tél beköszöntével végül megérkeznek a rétisasok is, Magyarország legnagyobb ragadozó madarai. A leeresztett Hortobágyi-halastavakon viaskodnak a hátramaradt haltetemek felett. A film itt hirtelen zárul le, felvezetve a Vad víz sorozat következő részét.
|  | Itt a vége a cselekmény részletezésének! |

### Helyszínek
- Megyer-hegyi Tengerszem
- Balaton
- Bokodi-tó
- Deseda
- Biharugrai-halastavak
- Palatinus-tó
- Rudabányai-bányató
- Hubertlaki-tó
- Tisza-tó
- Kiskörei Hallépcső
- Rákos-patak, Budapest
- Őrségi Nemzeti Park
- Bükki Nemzeti Park
- Lillafüredi Pisztrángtelep
- Hortobágyi Nemzeti Park
- Kardoskúti Fehér-tó
- Hortobágyi-halastavak

### Bemutatott fajok
- Rétisas (Haliaeetus albicilla)
- Daru (Grus grus)

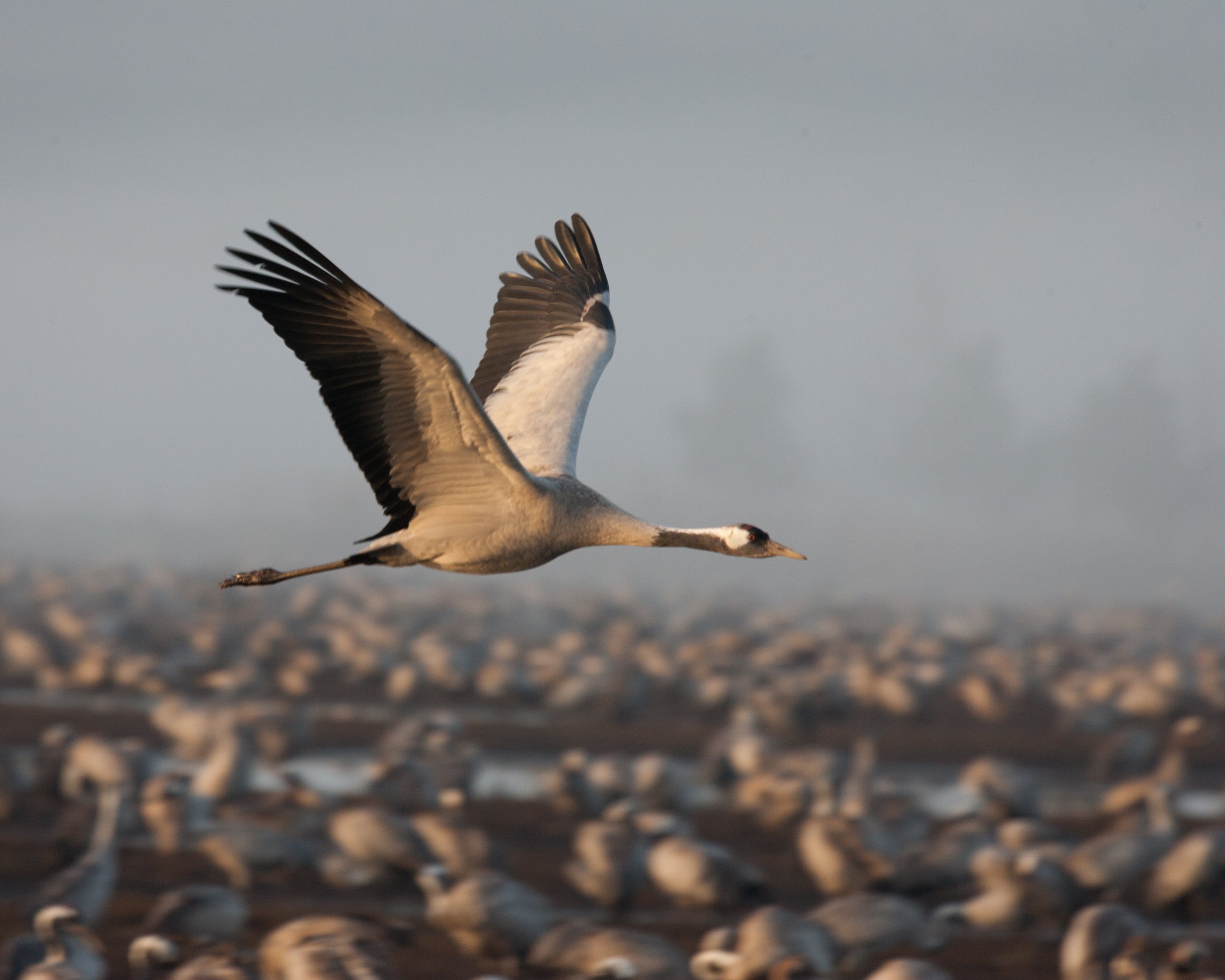
A film egyik leghangsúlyosabb jelenete az októberben vonuló darucsapatokról szól

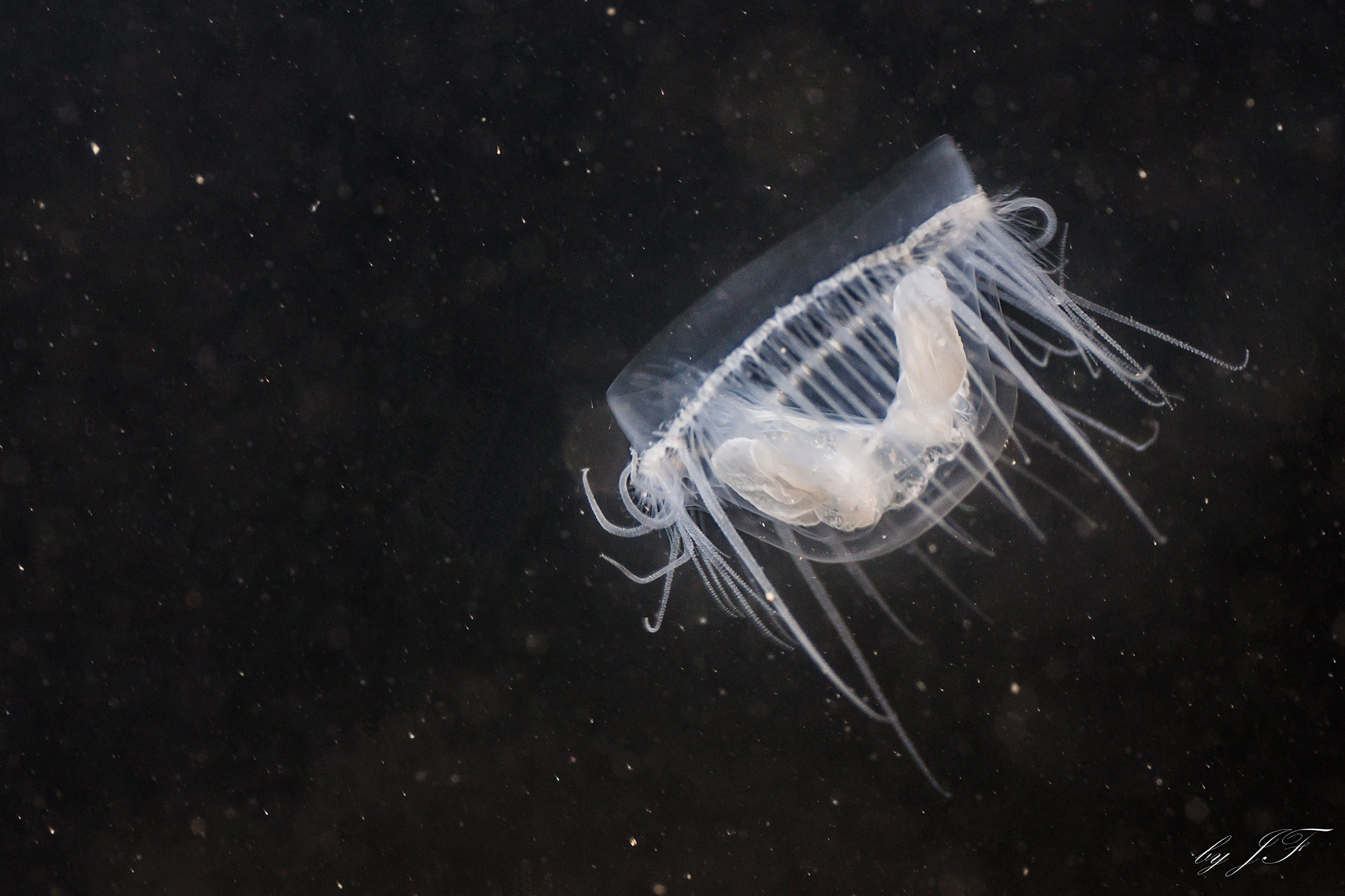
Bányatavaink furcsa lakói, a Kínából importált édesvízi medúzák

- Édesvízi medúza (Craspedacusta sowerbii)
- Alpesi tarajosgőte (Triturus carnifex)
- Sebes pisztráng (Salmo trutta)
- Fehér busa (Hypophthalmichthys molitrix)
- Kanalasgém (Platalea leucorodia)
- Nagy kárókatona (Phalacrocorax carbo)
- Feketeszájú géb (Neogobius fluviatilis)
- Bakcsó (Nycticorax nycticorax)
- Vízi denevér (Myotis daubentonii)
- Szivárványos pisztráng (Oncorhynchus mykiss)
- Sztyeppi sirály (Larus cachinnans)
- Nagy lilik (Anser albifrons)
- Dunai küllő (Gobio obtusirostris)
- Vörös gém (Ardea purpurea)
- Fattyúszerkő (Chlidonias hybrida)
- Szürke gém (Ardea cinerea)
- Holló (Corvus corax)
- Pisztrángsügér (Micropterus salmoides)
- Ponty (Cyprinus carpio)
- Eurázsiai hód (Castor fiber)
- Csuka (Esox lucius)
- Nyári lúd (Anser anser)
- Tövisszúró gébics (Lanius collurio)
- Pettyes gőte (Lissotriton vulgaris)
- Ezüstkárász (Carassius gibelio)
- Viharsirály (Larus canus)
- Kőforgató (Arenaria interpres)
- Garda (Pelecus cultratus)
- Kis kárókatona (Microcarbo pygmeus)
- Fogassüllő (Sander lucioperca)
- Menyhal (Lota lota)
- Dankasirály (Chroicocephalus ridibundus)
- Zöld levelibéka (Hyla arborea)
- Dolmányos varjú (Corvus cornix)

## Forgatás
A film körülbelül 20 helyszínen készült közel 3 éven keresztül. A cím egyszerre utal a természet és az ember alá-fölérendelt kapcsolatára és a kontrollra, ami a mesterséges tavakon zajlik. A film több különleges technológiát is használ, többek között infravörös éjszakai és lassított, valamint légi felvételeket. Az alkotók korábbi filmje, a Vad víz: Aqua Hungarica megjelenésekor már felfedték, hogy egy négy részes filmsorozatot terveznek Magyarország vízi életközösségeiről, melynek a Múlt és jelen a második része.

## Díjak
- 2022 – V. Kovács László és Zsigmond Vilmos Operatőr Verseny – Kovács László és Zsigmond Vilmos díj, természetfilm kategória győztes
- 2022 – Nemzetközi Természet- és Környezetvédelmi Fesztivál Gödöllő – A Kárpát-medence értékei filmszemle természetfilm kategória II. helyezettje